# Espuri Furi Medul·lí Fus
Espuri Furi Medul·lí Fus (en llatí Spurius Furius Medullinus Fusus) va ser un magistrat romà. Formava part de la gens Fúria, i de la família dels Medul·lí.
Va ser elegit cònsol l'any 464 aC. Va fer campanya contra els eques. Va ser derrotat, ferit i assetjat al seu campament per les forces dels eques. El seu germà Publi Furi Medul·lí, que era el seu llegat, va morir en la guerra contra aquest poble.